# USA-193

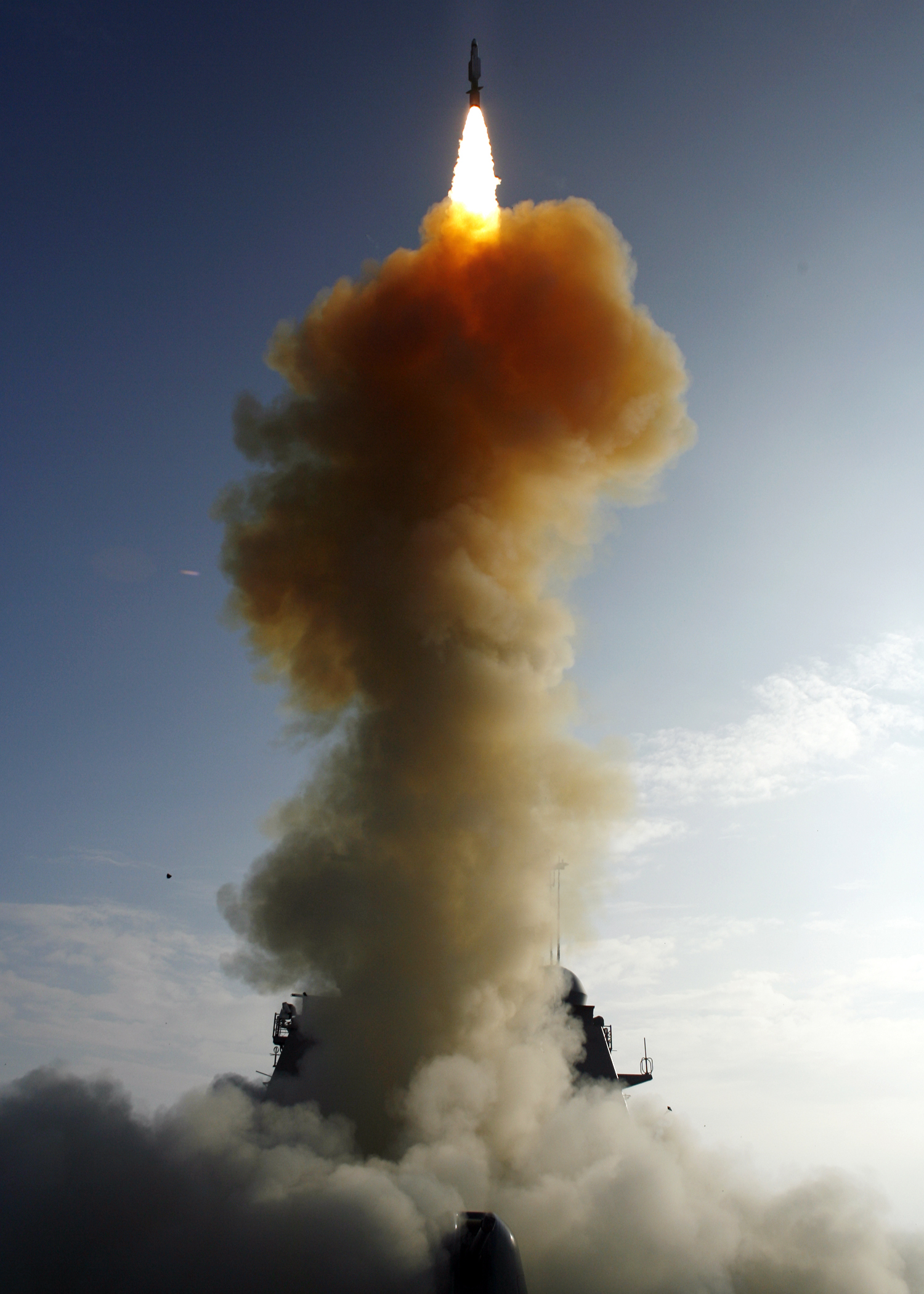
Standardmissilen RIM-161 skjuts upp.

USA 193 eller NROL-21, var en amerikansk spionsatellit som sköts upp från Vandenberg Air Force Base med en Delta II-raket den 14 december 2006. Satelliten ägdes och drevs av National Reconnaissance Office och vägde över två ton. Som raketbränsle använde satelliten hydrazin som är mycket giftigt och cancerframkallande. 
Den 21 februari 2008 sköts den ner av kryssaren USS Lake Erie, med hjälp av en RIM-161 Standard Missile 3 luftvärnsrobot.

## Förlorar kontrollen
I januari 2007 rapporterades att man inom några få timmar efter uppskjutningen i december förlorat radiokontakten med satelliten.

## Återinträder
I januari 2008 rapporterades att satelliten börjat falla tillbaka mot jorden och att den skulle återinträda i atmosfären inom några veckor.

## Nedskjutning
Den 14 februari 2008 meddelade USA:s försvarsdepartement att man gjort beräkningar som visade att satellitens bränsletank med uppemot 450 kg Hydrazin troligen skulle klara återinträdet i jordens atmosfär och därmed kunna förgifta både människor och djur. För att förhindra detta kommer man försöka skjuta ner satelliten med en SM-3 missil strax innan den återinträder i atmosfären. Man hoppas få hydrazinet att läcka ut under återinträdet. För att minska riskerna för astronauter i omloppsbana runt jorden kommer det första nedskjutningsförsöket ske efter att rymdfärjan Atlantis med sju personer ombord har landat, då finns endast tre personer kvar i omloppsbana.

### Första försöket
Första nedskjutningsförsöket skedde den 21 februari 2008 klockan 3:26 GMT över Stilla havet, med hjälp av Ticonderoga-klass kryssaren USS Lake Erie, som låg stationerad väster om Hawaii. Det lyckades.

### Fotnoter
1. ↑  ”NASA Space Science Data Coordinated Archive” (på engelska). NASA. https://nssdc.gsfc.nasa.gov/nmc/spacecraft/display.action?id=2006-057A. Läst 5 april 2020.
2. ↑  Satellite shootdown